# Fagrifoss
Der Fagrifoss („Schöner Wasserfall“) ist ein Wasserfall des Flusses Geirlandsá in Island. Er befindet sich in der Region Lakagigar des Vatnajökull-Nationalparks, nahe der Straße F206 zwischen Kirkjubæjarklaustur und den Laki-Kratern. In mehreren Armen stürzt sich das Wasser 80 m in die Tiefe.